# Akademia Jagiellońska w Toruniu
Die Akademia Jagiellońska w Toruniu (deutsch: Hochschule Thorn) ist eine private, nicht forschungsorientierte Hochschule in Toruń, Polen. Sie wurde im Jahr 2003 gegründet. Sie ist im Register der Hochschulen und Hochschulvereinigungen des Ministers für Wissenschaft und Hochschulwesen unter der Nummer 281 eingetragen. eingetragen. Im Februar 2022 erhielt die außeruniversitäre Hochschule den Status einer Akademie und trug ihren heutigen Namen Akademia Jagiellońska w Toruniu.
Die Fachbereiche der Rechts- und Sozialwissenschaften sowie der Erziehungswissenschaften sind von großer Bedeutung. Die Hochschule verfügt über zwei polnische maßgebliche Institute, die sich intensiv mit diesen Fachbereichen befassen, und eine tschechische Fakultät. Die Akademia Jagiellońska w Toruniu und auch damit die Fakultät in der Tschechischen Republik sind im deutschen Register der anerkannten Hochschulen, ANABIN, mit dem höchsten Status H+ eingetragen. Die Akademia Jagiellońska w Toruniu belegte außerdem Platz 8 im Perspektiwy-Ranking der privaten Hochschulen in Polen 2023.

## Leitung (Stand 12/2023)
- Rektorin – Joanna Górska-Szymczak
- Ehemaliger Rektor und jetzt außerordentlicher Professor – Grzegorz Górski
- Prorektor für Lehre – Eugeniusz Suwiński
- Prorektor für wissenschaftliche Angelegenheiten – Andrzej Potoczek

## Akkreditierte Studienprogramme
- Grundstudium (Erster Studienzyklus), auch als licencjat[9] oder inżynier[10] bekannt[11]:
  - Verwaltung und Wirtschaft
  - Nationale Sicherheit
  - Pädagogik
  - Politikwissenschaft
  - Internationale Beziehungen
  - Informatik

- Graduiertenstudium (Zweiter Studienzyklus), auch als magister[12] bekannt[11]:
  - Verwaltung und Wirtschaft
  - Pädagogik
  - Internationale Beziehungen
  - Politikwissenschaft

## Weiterbildungsstudiengänge
Die Weiterbildungsstudiengänge (postgraduale Studien, sog. Studia Podyplomowe) mit verschiedenen Vertiefungen werden berufsbegleitend angeboten und bieten einen praxisorientierten Abschluss nach 2 bis 3 Semestern.
- Master of Business Administration (MBA)[13][14]

Die folgenden postgradualen Studiengänge können nur an der Fakultät in der Tschechischen Republik absolviert werden:
- Bachelor of Business Administration (BBA)[15]
- Master of Laws (LL.M.)[16]

Der Abschluss des MBA-Programms berechtigt die Absolventen zur Tätigkeit in den Aufsichtsräten von Unternehmen des Finanzministeriums und von kommunalen Unternehmen und Einrichtungen. Das Postgraduiertenstudium ist Bestandteil der Akademia Jagiellońska w Toruniu. Unter der Leitung von Oldřich Hájek werden diese Studiengänge in der Tschechischen Republik an der Fakultät für Verwaltung und Wirtschaftsstudien in Uherské Hradiště angeboten.
Die internationale Ausrichtung des Postgraduiertenstudiums an der Akademia Jagiellońska w Toruniu geht über Polen und Tschechien hinaus. Eine weitere Zweigstelle befindet sich in Dubai und in Deutschland über die GrandEdu.

### Rechtliche Einordnung der Weiterbildungsstudiengänge (Studia Podyplomowe) im deutschen Hochschulsystem
Nach Abschluss eines Weiterbildungsstudiengangs erhalten die Absolventen ein Hochschulzertifikat über den Besuch des Weiterbildungsstudiengangs gemäß polnischem Hochschulgesetz (art. 163/164 ustawy z dnia 20 lipca 2018r.-Prawo o szkolnictwie wyższym i nauce Dz. U. poz. 1669). Es handelt sich um keine Hochschulgrade im Sinne des polnischen Hochschulgesetzes. Vor dem Hintergrund der deutschen länderrechtlichen Vorgaben für die Führung ausländischer Hochschulgrade sind sie somit in Deutschland nicht hinter dem Namen führbar. Um Irrtümer aus dem Weg zu räumen, sei darauf hingewiesen, dass die Jagiellonen-Universität in Krakau ebenfalls den Weiterbildungsstudiengang Master of Laws (LL.M.) anbietet und hinsichtlich der Titelführung folgendes Dokument bei den Abschlussunterlagen beilegt: „Die Absolventen erhalten ein Abschlusszeugnis des postgraduierten Aufbaustudiums (auf Polnisch) sowie eine Auslegungsklausel zur LL.M.-Bezeichnung“. Auch die Absolventen der Top Business School Akademia Leona Koźmińskiego schließen ihr Weiterbildungsstudium mit einem entsprechenden Hochschulzertifikat ab.
Die Grade Bachelor of Business Administration (BBA), Master of Business Administration (MBA), Master of Laws (LL.M.), Master of Science in Management (MSc), Doctor of Business Administration (DBA) und weitere englischsprachige Bezeichnungen sind keine Hochschulgrade im Sinne des polnischen Hochschulgesetzes. Es handelt sich hierbei um berufliche Weiterbildungsangebote (poln.: studia podyplomowe), die gemäß polnischem Hochschulgesetz nicht zu einem Hochschulgrad führen und keine akademischen Berechtigungen vermitteln. Vor dem Hintergrund der deutschen länderrechtlichen Vorgaben für die Führung ausländischer Hochschulgrade sind sie somit in Deutschland nicht führbar.

## Veröffentlichungen
Die Hochschuleinrichtung gibt die folgenden wissenschaftlichen Zeitschriften heraus:
- Die Internationale Zeitschrift für öffentliche Verwaltung, Management und wirtschaftliche Entwicklung (International Journal of Public Administration, Management and Economic Development, IJPAMED), ISSN 2533-4077, veröffentlicht Originalarbeiten, die empirische, theoretische, methodologische und politikrelevante Arbeiten in den Bereichen öffentliche Verwaltung, Management und wirtschaftliche Entwicklung umfassen. Das International Journal of Public Administration, Management and Economic Development ist im Directory of Research Journal Indexing, Index Copernicus, Google Scholar und ERIH PLUS erfasst und indiziert[26][27].
- 21st Century Pedagogy (PED21), ISSN 2544-8986, ist eine internationale, frei zugängliche, von Experten begutachtete Zeitschrift über Pädagogik. Die Zeitschrift befasst sich unter anderem mit folgenden Forschungsbereichen: Bildung, soziale Wiedereingliederung, Lernen, Schulbildung, formale und informelle Bildung, tertiäre und berufliche Bildung, Hochschulbildung, Bildungssysteme und Bildungspolitik[28].
- Confrontation and Cooperation: 1000 Years of Polish-German-Russian Relations (CONC), ISSN 2391-5536, ist eine Reihe von Monographien über die politischen Beziehungen zwischen Polen, Deutschland und Russland. Seit den Anfängen ihrer Existenz standen diese Nachbarländer in ständiger Wechselwirkung – sowohl in historischen Konflikten als auch in Perioden der Zusammenarbeit. Die aktuellen Beziehungen dieser Länder sind in hohem Maße durch historische Erfahrungen geprägt. Ziel der Zeitschrift ist es, eine Analyse der gegenseitigen Beziehungen zwischen Polen, Deutschland und Russland zu präsentieren, da die gegenwärtige Situation in Europa in hohem Maße von den Beziehungen zwischen diesen Ländern bestimmt wird.[29]
- Law and Administration in Postsoviet Europe (LAPE), ISSN 2391-5544, ist eine Reihe über Recht, öffentliche Verwaltung und Politik in Europa seit 1989. Ziel der Zeitschrift ist es, eine Analyse der rechtlichen Veränderungen und Erfahrungen der mittel- und osteuropäischen Länder seit 1989 zu präsentieren.[30]

## Ablauf der Verleihung der Ehrendoktorwürde
Der Ehrentitel des Doktors honoris causa (Dr. h. c.) wird auf Vorschlag des Komitees für die Verleihung von Ehrendoktortiteln vom Dekan der Fakultät verliehen. Das Komitee, bestehend aus fünf Mitgliedern, prüft potenzielle Kandidaten für die Ehrendoktorwürde. Dabei sollen verschiedene Kriterien berücksichtigt werden, darunter die Veröffentlichungsaktivitäten des Kandidaten, aktuelle Forschungsergebnisse sowie dessen Beitrag zum Wissensstand in der heutigen Welt.

## Anerkennung in Deutschland
Laut der Anabin-Datenbank, ist die Akademia Jagiellonska berechtigt, die polnischen Hochschulgrade inzynier (dt.: Ingenieur), licencjat (dt.: Lizentiat) und magister (dt.: Magister) zu verleihen.
Gemäß den gesetzlichen Vorgaben sind die Hochschulgrade auch auf fremdsprachlichen Abschlusszeugnissen ausschließlich in polnischer Sprache anzugeben. Deshalb sind die Abschlüsse
- Bachelor of Business Administration (BBA)
- Bachelor of Laws (LL.B.)
- Master of Business Administration (MBA)
- Master of Laws (LL.M.)
- Doctor of Laws (Dr. iur.)
- Legum Doctor (L.L.D.)
- Doctor of Business Administration (DBA)

und weitere englischsprachige Bezeichnungen keine Hochschulgrade im Sinne des polnischen Hochschulgesetzes vom 20. Juli 2018 in der jeweils geltenden Fassung (Dz.U. 2018 poz. 1668). Somit handelt es sich bei den englischsprachigen Abschlüssen der Akademia Jagiellońska w Toruniu um berufliche Weiterbildungsangebote (poln.: studia podyplomowe), die gemäß polnischem Hochschulgesetz nicht zu einem Hochschulgrad führen und keine akademischen Berechtigungen vermitteln. Vor dem Hintergrund der deutschen länderrechtlichen Vorgaben für die Führung ausländischer Hochschulgrade sind sie somit in Deutschland nicht führbar.